# Andrea de Adamich
Andrea Lodovico de Adamich (Trieszt, 1941. október 3. –) olasz autóversenyző.

## Pályafutása
1965-ben megnyerte az olasz Formula–3-as bajnokságot, majd a következő két évben a túraautó-Európa-bajnokság divízió 2-es osztályának győztese volt.

### Formula–1

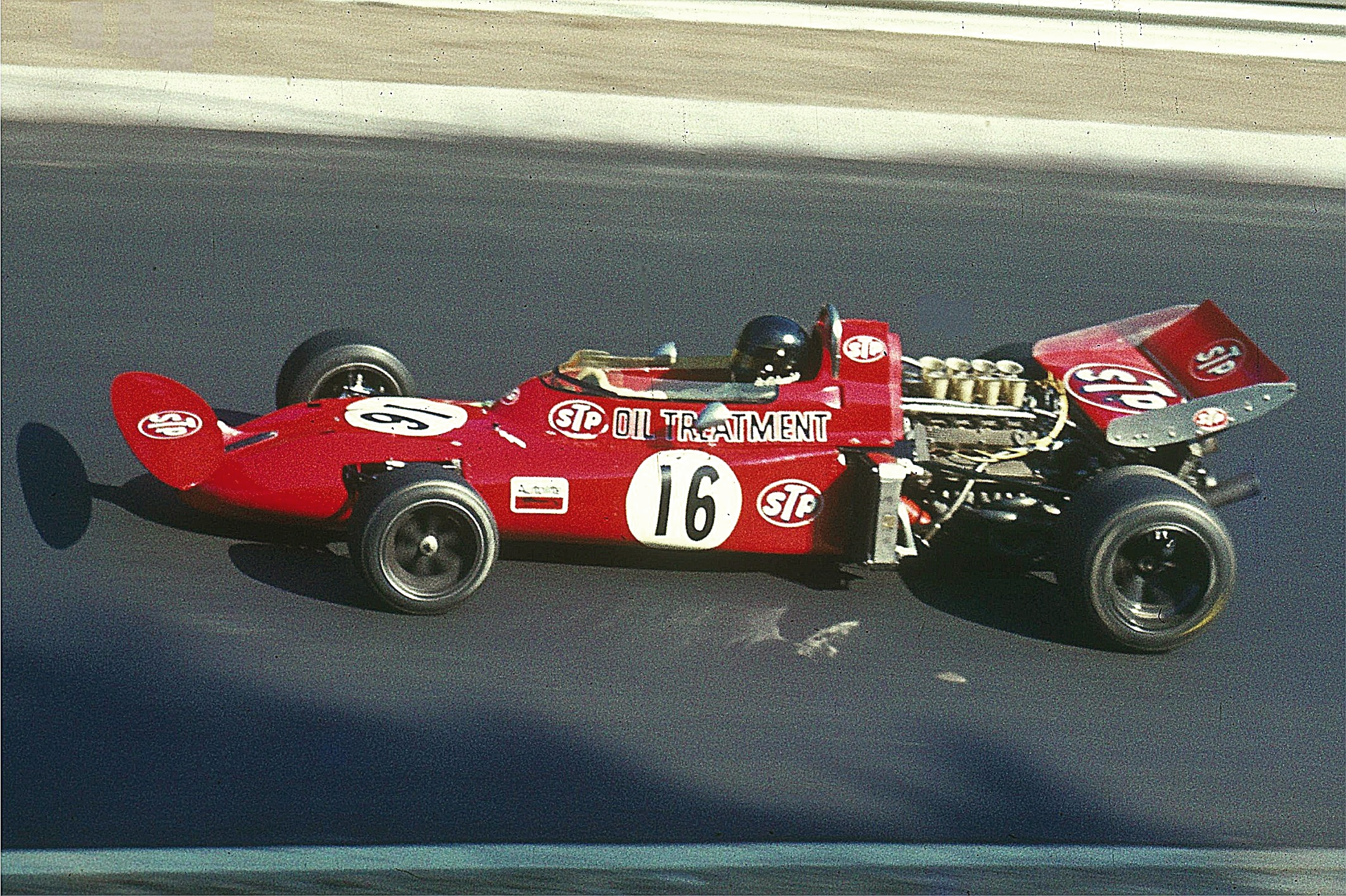
Andrea az 1971-es német nagydíjon

1968-ban debütált a Formula–1-es világbajnokságon; a dél-afrikai versenyen a Ferrari-istálló egy autójával állt rajthoz. Az időmérőedzésen legjobb Ferrarisként a hetedik rajthelyet szerezte meg. Jobban teljesített, mint a csapat két pilótája, Chris Amon és Jacky Ickx. A futamon nem ért célba, miután a tizenharmadik körben egy olajfolton megcsúszott.
Az 1970-es szezonban két futam kivételével, minden versenyen részt vett. Ezek nagy részére nem tudta kvalifikálni magát, miután nem ért el az induláshoz szükséges időeredményt. A következő évben is csaknem teljes szezont teljesített, azonban ekkor sem voltak jobb eredményei.
1972-ben a Surtees csapatával indult a világbajnokságon. A spanyol nagydíjon negyedik volt, amivel megszerezte első pontjait a sorozatban. Ezt követően csak egyszer végzett pontot érő helyen. A 73-as belga versenyen egy Brabhammel negyedikként zárt.

## Eredményei
Teljes Formula–1-es eredménylistája
(Táblázat értelmezése)

(Félkövér: pole-pozícióból indult; dőlt: leggyorsabb kört futott) 

| Év   | Csapat                          | Modell         | Motor         | 1      | 2      | 3      | 4      | 5      | 6      | 7      | 8      | 9      | 10     | 11     | 12     | 13  | 14  | 15  | Helyezés | Pont |
| ---- | ------------------------------- | -------------- | ------------- | ------ | ------ | ------ | ------ | ------ | ------ | ------ | ------ | ------ | ------ | ------ | ------ | --- | --- | --- | -------- | ---- |
| 1968 | Scuderia Ferrari                | Ferrari 312/67 | Ferrari V12   | RSA Ki | ESP    | MON    | BEL    | NED    | FRA    | GBR    | GER    | ITA    | CAN    | USA    | MEX    |     |     |     | -        | 0    |
| 1970 | Bruce McLaren Motor Racing      | McLaren M7D    | Alfa Romeo V8 | RSA    | ESP Nk | MON Nk | BEL    |        | FRA Hn | GBR Ni |        |        |        |        |        |     |     |     | -        | 0    |
| 1970 | Bruce McLaren Motor Racing      | McLaren M14D   | Alfa Romeo V8 |        |        |        |        | NED Nk |        |        | GER Nk | AUT 12 | ITA 8  | CAN Ki | USA Nk | MEX |     |     | -        | 0    |
| 1971 | STP March                       | March 711      | Alfa Romeo V8 | RSA 13 | ESP Ki | MON    | NED    | FRA Ki | GBR Hn | GER Ki | AUT    | ITA Ki | CAN    | USA 11 |        |     |     |     | -        | 0    |
| 1972 | Ceramica Pagnossin Team Surtees | Surtees TS9B   | Cosworth V8   | ARG Ki | RSA NC | ESP 4  | MON 7  | BEL Ki | FRA 14 | GBR Ki | GER 13 | AUT 14 | ITA Ki | CAN Ki | USA Ki |     |     |     | 17.      | 3    |
| 1973 | Ceramica Pagnossin Team Surtees | Surtees TS9B   | Cosworth V8   | ARG    | BRA    | RSA 8  |        |        |        |        |        |        |        |        |        |     |     |     | 16.      | 3    |
| 1973 | Ceramica Pagnossin MRD          | Brabham BT37   | Cosworth V8   |        |        |        | ESP Ki | BEL 4  | MON 7  | SWE    | FRA Ki |        |        |        |        |     |     |     | 16.      | 3    |
| 1973 | Ceramica Pagnossin MRD          | Brabham BT42   | Cosworth V8   |        |        |        |        |        |        |        |        | GBR Ki | NED    | GER    | AUT    | ITA | CAN | USA | 16.      | 3    |

Le Mans-i 24 órás autóverseny
| Év   | Csapat        | Autó                  | Csapattárs      | Helyezés | Kiesés oka  |
| ---- | ------------- | --------------------- | --------------- | -------- | ----------- |
| 1970 | Autodelta SpA | Alfa Romeo Tipo 33/3  | Piers Courage   | Kiesett  | Elektronika |
| 1972 | Autodelta SpA | Alfa Romeo Tipo 33TT3 | Nino Vaccarella | 4.       |             |